# Hemiblabera tristis
Hemiblabera tristis es una especie de insecto blatodeo de la familia Blaberidae, subfamilia Blaberinae.

## Distribución geográfica
Se pueden encontrar en las Islas de Sotavento, en Hawái, Estados Unidos.